# Les Hommes protégés
 (mars 2017).
Si vous disposez d'ouvrages ou d'articles de référence ou si vous connaissez des sites web de qualité traitant du thème abordé ici, merci de compléter l'article en donnant les références utiles à sa vérifiabilité et en les liant à la section « Notes et références ».
Les Hommes protégés est un roman de science-fiction de l'écrivain français Robert Merle, paru en 1974.
Un mystérieux virus, l’encéphalite 16, extrêmement contagieux, décime la population masculine mondiale, conduisant de fait les femmes au pouvoir aux États-Unis. Une dictature matriarcale se met en place, qui opprime la minorité masculine survivante. Ainsi, certains hommes considérés comme de « grande importance » sont-ils parqués dans des camps où ils sont à l'abri de la contagion, protégés certes mais également privés de toute liberté. C'est le cas du narrateur, le Dr Martinelli, scientifique à l'origine des premiers travaux sur la maladie et qui œuvre à la découverte d'un vaccin, projet dont ses « protectrices » misandres ne souhaitent pas nécessairement l'aboutissement.
Comme dans Malevil, l'auteur s'interroge sur la légitimité du couple monogame dans les circonstances exceptionnelles relatées dans ces deux récits.

## Résumé
Aux Etats-Unis, nous suivons les aventures du Docteur Ralph Martinelli. Il est marié à Anita, secrétaire du Président du pays. 
Depuis quelque temps son étude de recherche porte sur un étrange phénomène : les hommes meurent subitement après un malaise. Le docteur découvre qu’il s’agit d’une épidémie qu’il nomme l’encéphale 16. Tous les hommes en âge de procréer sont touchés.
Le docteur se précipite au ministère de la santé : c’est une épidémie, il faut donc interdire aux hommes de sortir de chez eux pour le moment. Un collègue d’Europe constate la même épidémie sur le Vieux Continent mais de moins grande importance. Le ministre de la santé américain reçoit le docteur. Il comprend le danger, mais ne compte pas prévenir les médias par un communiqué officiel. En effet, il prévoit de participer aux élections présidentielles dans les mois à venir, et il a peur qu’une telle annonce nuise à son image. Le peuple ne votera jamais pour une personne qui annonce qu’ils vont tous mourir. 
Fou de rage, Ralph décide de partir en vacances en Jamaïque une dizaine de jours. A son retour, tout le monde lui tombe dessus. Son rapport sur l’épidémie a fuité et tous les médias veulent une interview. Il n’a pas le temps d’accepter, car il est mis à l’isolement par le gouvernement. 
Alors que les hommes commencent à tomber comme des mouches, pour la première fois le Président des États-Unis choisit une femme, Sarah Bedford comme vice-présidente. C’était plutôt bien vu car peu de temps après le Président décède et Bedford prend sa place. Elle nomme Anita en tant que conseillère. 
Pour échapper à cette épidémie, certains hommes militent pour la mise en place d'une castration généralisée. Deux groupes se forment : les pro qui portent un macaron vert avec un A pour ablationniste, et les antis, qui décident de rester « entier » coûte que coûte que l’on nomme les P.M. (protected man). Les P.M sont victimes de discrimination : ils ne peuvent plus demander de prêts aux banques, leur assurance-vie explose et ils ne trouvent pas de travail.  
Ralph est engagé par la firme Helsingforth pour diriger le labo de recherche virologique sur l’encéphale 16 de Blueville. Il s’y installe avec son fils Dave (fils d’un premier mariage). Anita ayant un poste maintenant très important, ne peut le suivre. Il découvre une véritable forteresse, d’ailleurs appelé le château et comprend maintenant pourquoi il est un « homme protégé ». Ne permettant pas les contacts avec l’extérieur, le régime imposé ressemble bien à celui d’une dictature : pas ou peu de presse, un couvre-feu, des miradors, une milice en uniforme, un restaurant obligatoire (pas de cuisine dans les appartements) et interdiction de parler de ses recherches aux autres scientifiques. Personne n’a jamais vu la directrice Hilda Helsingforth et il est interdit de l’appeler ou de lui écrire directement. Anita lui apporte des nouvelles de l’extérieur mais ses visites deviennent de plus en plus rares. 
Ralph doit gérer beaucoup de tensions dans son labo. En effet, les A ne l’aiment pas ainsi que les femmes, qui de manière générale, insultent les PM, les traitant de « sous-hommes ». Ralph se fait donc reprendre au moindre des regards qu’il porte sur une femme, et s’il a le malheur de tenir une porte par gentillesse, on l’accuse de vouloir faire la différence entre les hommes et les femmes et ne pas adopter un statut égalitaire. 
La Présidente Bedford gère le pays d’une main de fer notamment en fermant les frontières du pays. Elle instaure des cours de sexualité dans les écoles. Les professeures y expliquent l’oppression des femmes à travers l’Histoire et le danger des rapports sexuels. Mais les jeunes femmes, soumises à ces frustrations, kidnappent, violent et séquestrent des hommes pour assouvir leurs besoins. Les sex-shops sont interdits tout comme la prostitution, le gouvernement condamnant maintenant les clients. A l’annonce de ces faits, Ralph commence à se demander s’il n’est pas plus en sécurité sous le régime de la forteresse que complètement libre dans un monde qui s’effondre. 
Ralph apprend les derniers changements sociaux : à partir de maintenant les Américains n’utiliseront plus 'monsieur','madame' et 'mademoiselle' ; seul le nom de famille sera utilisé sans distinction. Une des employées du labo, Burage, s’attaque violemment à Ralph. Elle l’accuse de la regarder trop souvent, et de la regarder dans les yeux quand il lui parle. Elle en vient même à l’accuser de penser des choses 'qu’il ne devrait pas'. C’en est trop pour Ralph : il donne sa démission à Helsingforth, mais elle l'a rejette. Il doit rester là jusqu’à ce qu’il trouve un remède. 
Anita lui rend visite. Après enquête, elle lui explique que c’est la Présidente elle-même qui exige son maintien dans le centre et non le labo, sans savoir pourquoi. Anita lui explique la situation géopolitique : puisque tous les hommes succombent, les Etats-Unis ont rappelé au plus vite toutes les forces militaires à l'étranger, de peur que le matériel reste sur place et ne soit utilisé par les autochtones. 
Puisqu’il ne pourra sortir d’ici qu’avec un vaccin au point, Ralph décide de réunir ses équipes pour mettre les bouchées doubles. Le soir venu, Burage vient à sa rencontre et lui avoue son secret. Tous les embêtements qu’elle lui a fait subir étaient en réalité un test. En effet, elle fait partie d’un groupe de résistantes. Elle n’a rien contre les PM comme elle l’a laissé croire, mais elle est bel et bien de son côté. Elle devait juste être sûre du positionnement de Ralph avant de pouvoir lui faire confiance. Ces résistant(e)s s’appellent les Nous et sont des LIB, c’est-à-dire qu’ils répudient absolument le sexisme anti-mâle et veulent faire chuter la Présidente. Les Nous sont là pour le protéger de la directrice et espère l’exfiltrer vers le Canada une fois le vaccin mis au point.  
Ralph reçoit une demande assez spéciale par courrier. Les Etats-Unis demandent aux PM de procéder à des prélèvements de spermatozoïdes afin de repeupler le pays. D’abord hésitant, il comprend rapidement qu’il ne s’agit pas d’une demande mais d’une obligation. Il fait donc la rencontre de Bess, l’infirmière, et de Ricardo le chauffeur de l’ambulance. Les prélèvements auront lieu une fois par semaine. 
Les Nous informent Ralph que ses collègues travaillent sur le clonage, tout en produisant un produit de stérilisation chimique inodore et incolore. Burage et Ralph commencent à tomber amoureux. Mais Burage insiste, il ne se passera rien tant qu’ils seront dans cet endroit, c’est trop risqué. 
Ralph reçoit une nouvelle demande par téléphone. Il doit se rendre à cheval (qu’il pratique tous les dimanches entre amis) au-delà des barbelés. Une militaire, Jackie, qui les surveille lors de leurs promenades, l’encadre. Ralph essaie d’avoir des infos sur sa destination mais Jackie reste muette. Elle profite d’un cours d’eau à traverser pour lui faire lire un message manuscrit ; ils se dirigent ensuite vers Hilda Helsingforth. Il en déduit que Jackie est une Nous. 
Ralph y trouve une femme très impressionnante par sa musculature et au ton très sec. Elle nage nue devant lui et lui demande de lui essuyer le dos, ce qu’il fait. Elle le met en garde sur l’avancée de son vaccin. Elle lui fait comprendre qu’il reste à son service si jamais elle a besoin d’un homme. Il est témoin de la relation que Helsingforth entretient avec Audrey, une jeune femme manipulatrice, qui a essayé de faire croire que Ralph l’avait violée pour que Helsingforth le punisse. 
Ralph teste ses vaccins sur des chiens avec succès. Il pense bientôt passer aux tests humains. Mais les Nous sont plus rapides. Ils ont déjà testé le vaccin sur le docteur Grabel. Par la même occasion, Ralph découvre que Grabel n’est pas un A mais bien un PM comme lui. Les Nous lui ont donné de faux papiers car si le vaccin ne fonctionne pas et Grabel succombe, le château se posera moins de question si c’est un A. L’explication terminée, le docteur Grabel fait un malaise. Mais plus de peur que de mal, Grabel va bien. Le vaccin est donc au point. 
Ralph découvre la véritable finalité des Nous. Après avoir renversé la Présidente, elles comptent mettre les Nous au pouvoir et ainsi laisser le pouvoir aux femmes. Pas le temps de débattre plus longtemps ; Ralph est de nouveau appelé par Helsingforth. Jackie l’accompagne. Les choses sont claires, il n'est là que pour une seule chose, devenir son esclave sexuel. Mais Audrey arrive, folle de jalousie, une arme à la main. Elle menace de se suicider si Helsingforth lui préfère Ralph. Elle se tire une balle en pleine poitrine. Pensant Audrey incapable de faire ce geste, Helsingforth s’effondre en pleurant sur son corps et demande à Ralph, en tant que médecin, de faire quelque chose. Mais Ralph voit bien qu’il n’y a rien à faire. Il prend la fuite avec Jackie. À ses trousses, Helsingforth lui tire dessus. Jackie réplique et abat la chasseuse d’une balle. Après avoir fait disparaître les corps, ils retournent au château. 
Le soir même où Ralph doit effectuer un second prélèvement, Jackie lui dit que l’extraction est pour ce soir. Il n’aura qu'à offrir un whisky à Bess et Ricardo en attendant les ordres. Après quelques gorgées, les deux "invités" tombent comme des mouches. Burage arrive, se déguise en Bess et Ralph en Ricardo. Le plan marche. Ils passent le mirador de contrôle et sont rejoints un peu plus loin par Jackie. Une fois la frontière passée, c’est toute une horde de motardes qui les accompagne. 
Ralph est accueilli comme un héros. Il dénonce les conditions dans lesquelles il a été retenu et les dangers de la Présidente au pouvoir. A l’hôtel Ralph peut enfin partager sa chambre avec Burage. Mais surprise ! Le lendemain, Ralph trouve dans son lit Jackie ! Il proteste mais Burage lui explique que le Nouveau code de la Femme, accepte ce  genre de pratique. De plus, pour un homme, devoir partager son lit avec plusieurs femmes ne doit pas être trop dur. Ralph ne voit pas les choses de cette manière. Il aime Burage et n’arrête pas de le répéter, il ne veut qu'elle. 
D’autres femmes demandent à Ralph d’être le père de leur enfant. Puisque maintenant c’est un mode matriarcal qui s’applique, il n’aura aucune responsabilité envers les futurs enfants qui ne porteront même pas son nom. Ralph propose à Burage de partir loin d’ici, de faire leur vie autrement. Mais Burage refuse, elle ne veut pas abandonner Jackie. Ralph est surpris de cette solidarité féminine qui lui échappe totalement. Il hésite à partir, mais trop amoureux de Burage, il décide de rester et accepte d’engendrer d’autres enfants qu’il ne connaîtra jamais, ce qui lui fait beaucoup de peine.

## Opinions développées

### Féminisme
On voit dans ce roman l'opinion de l'auteur quant à une inversion de l'équilibre des pouvoirs entre les hommes et les femmes : les hommes sont poursuivis et violés comme les femmes l'étaient, la violence et la guerre ne régressent pas, et les disparités sociales et les discriminations ethniques sont toujours présentes.

### Dirigeants
Le virus ne touchant que des hommes de moins de 60 ans, la quasi-totalité des gouvernements sont décapités, sauf en France, où les tenants du pouvoir sont toujours des hommes âgés.